# Швинау
Швинау (нем. Schwienau) — община в Германии, в земле Нижняя Саксония.
Входит в состав района Ильцен. Подчиняется управлению Альтес Амт Эбсторф. Население составляет 744 человека (на 31 декабря 2010 года). Занимает площадь 31,27 км².
Коммуна подразделяется на 4 сельских округа.